# ラファエロの間

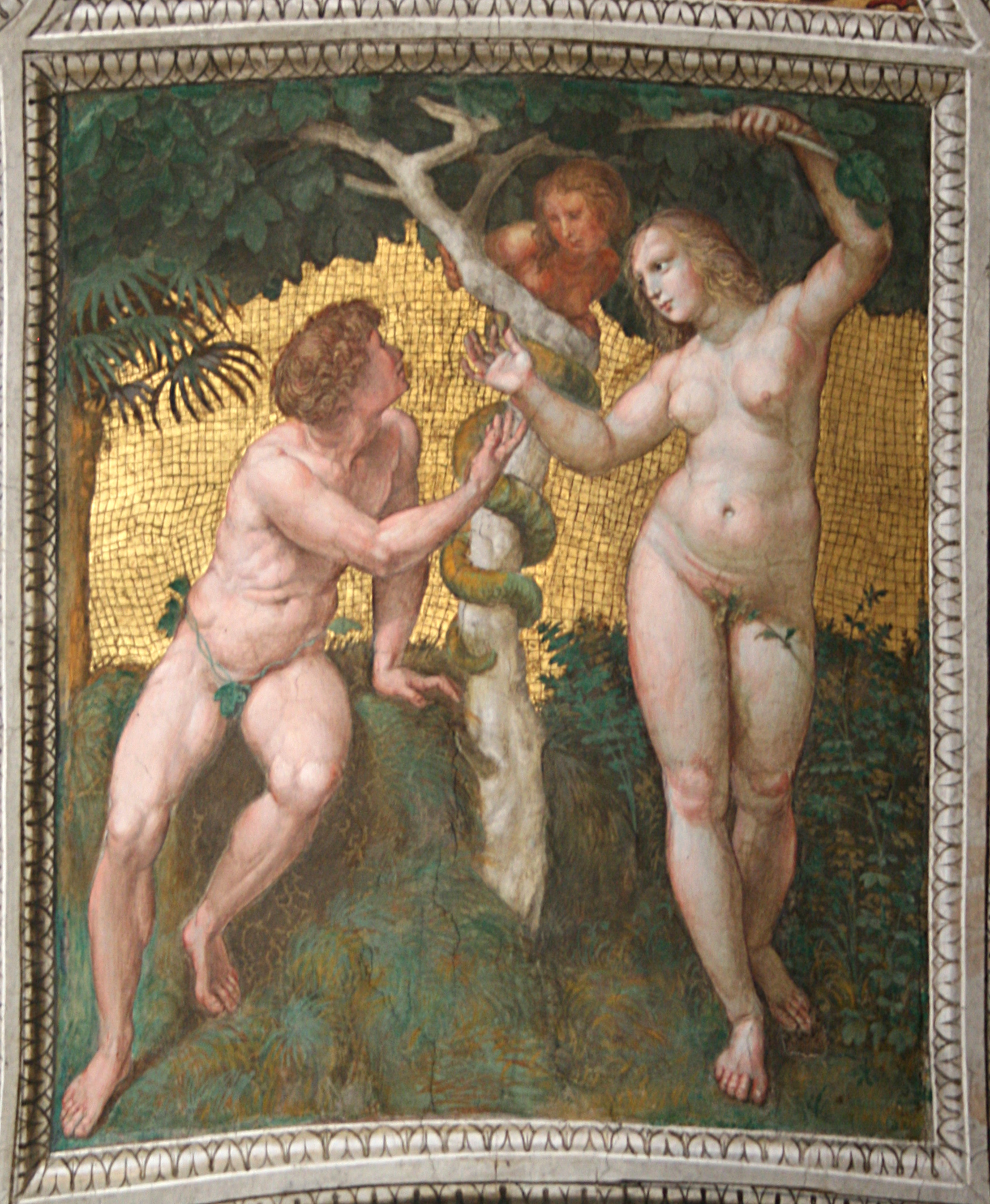
「署名の間」の天井を飾るフレスコ画、「アダムとイブ」。「ラファエロの間」の天井画の多くはラファエロの弟子によるものと考えられているが、この絵画はラファエロ自身によるものとされている。

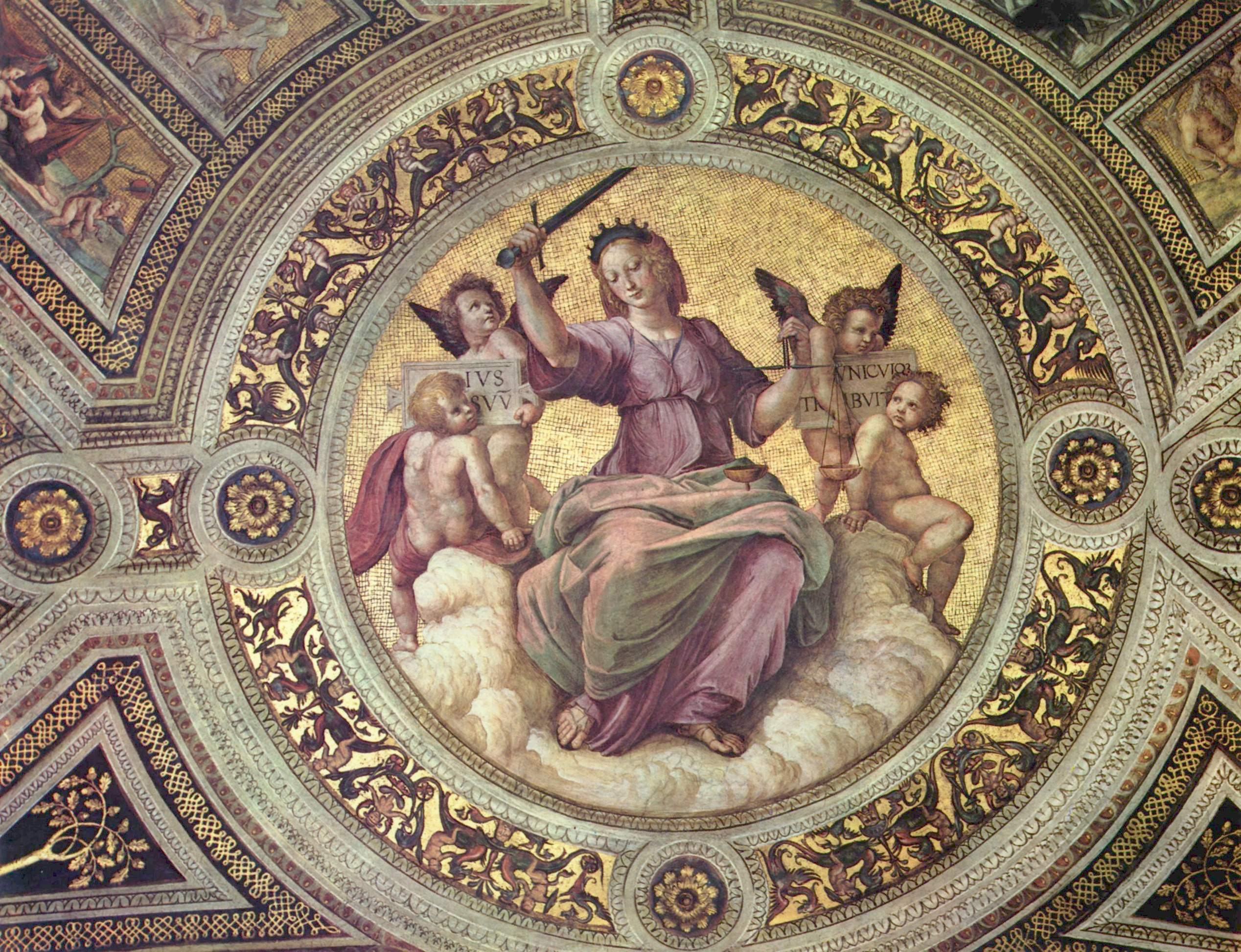
「署名の間」の天井を飾るフレスコ画、「正義の女神」。

ラファエロの間（伊：Stanze di Raffaello）は、バチカン宮殿にある4つの部屋の総称である。この4つの部屋で一続きの応接室を構成しており、教皇庁の一部として公開されている。ラファエロ・サンティと彼の弟子らの手による多くの著名なフレスコ画が展示されている。ミケランジェロによるシスティナ礼拝堂の天井画とともに、フレスコ画としては盛期ルネサンスを代表する作品として広く知られている。
イタリア語の呼称に含まれる Stanze という語は元々、ローマ教皇ユリウス2世の住居であった宮殿内の一連の区画を指していた。ユリウス2世は1508年から1509年にかけて、当時ウルビーノからローマに出てきて工房を構えたばかりの若い芸術家であったラファエロに、その内装装飾の全面的な改修を依頼した。これらの部屋がユリウス2世と対立していた前の教皇アレクサンデル6世のボルジアの間 (en)のすぐ上にあったことから、この大規模な改修はアレクサンデル6世に対する示威行為でもあったとも言われる。ユリウス2世の居住区は建物の3階にあり、ベルベデーレの中庭 (en) を見下ろす場所にある。
「ラファエロの間」と呼ばれる一連の部屋には、東から入って西に向かって歩いていくと、「コンスタンティヌスの間 (伊: Sala di Costantino)」、「ヘリオドロスの間 (Stanza di Eliodoro)」、「署名の間 (Stanza della Segnatura)」、「ボルゴの火災の間 (Stanza dell'incendio del Borgo)」と続いている。
1513年のユリウス2世の没後も、教皇レオ10世により改修は続けられた。ラファエロが1520年に没してからは、彼の徒弟であったジャンフランチェスコ・ペンニ (en)、ジュリオ・ロマーノ、ラファエリーノ・デル・コッレ (en) が「コンスタンティヌスの間」を完成させた。

## コンスタンティヌスの間
ラファエロの間に含まれる4つの部屋のうち、コンスタンティヌスの間がもっとも広い。この部屋の装飾画に関しては、制作はユリウス2世、およびラファエロの存命中にはほとんど進められず、また題材は、異教徒に対するキリスト教の戦いと勝利に絞られている。ローマ帝国のコンスタンティヌス帝の生涯に始まり、ロマーノ、ペンニ、デル・コッレによる絵画がその後の歴史を綴っている。これらは、彼らの師であったラファエロ自身によるものではないため、他の間にある絵画ほど有名ではない。彼らは当時の慣習に倣い、絵画中のシルウェステル1世の姿形として、実際にはクレメンス7世の姿を描いている。

### 十字架の出現

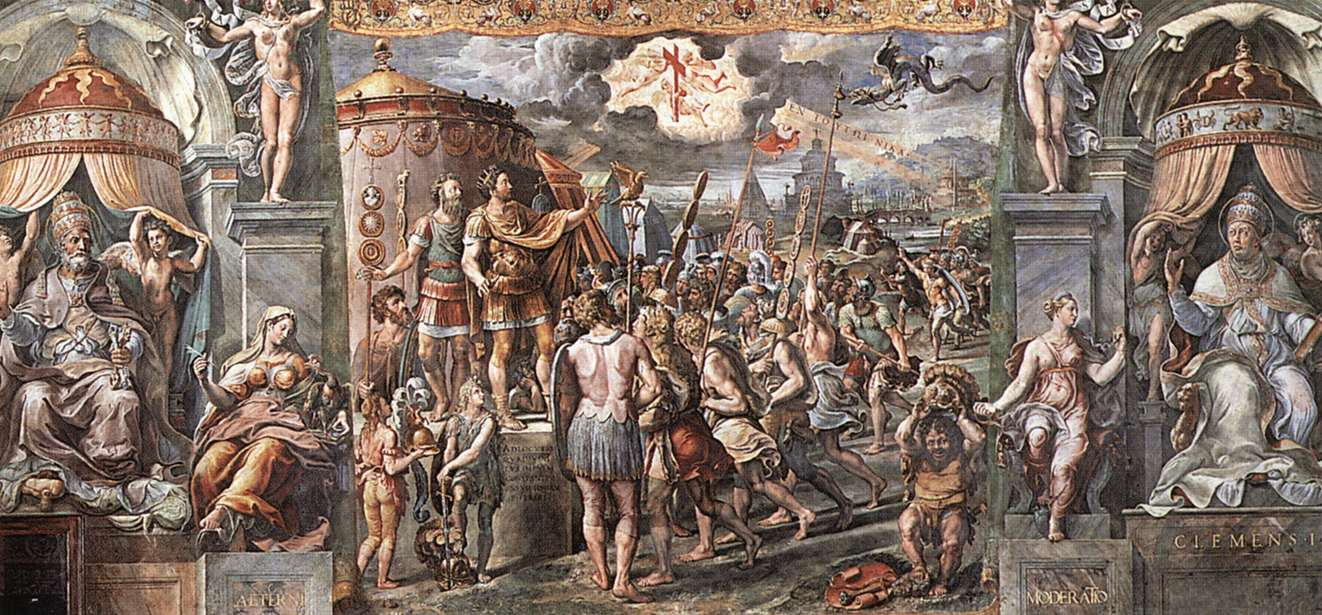
The Vision of the Cross

「十字架の出現」では、コンスタンティヌス帝が対立するマクセンティウスに向かって進軍しているときに、上空に十字架が現れた情景を描いている。十字架の近くにはラテン語で In hoc signo vinces (en) という文字が現れたとされており、絵画中ではそれがギリシャ語で Εν τούτω νίκα と描かれている。

### ミルウィウス橋の戦い
「ミルウィウス橋の戦い」は、「十字架の出現」に続く、西暦312年10月28日のミルウィウス橋の戦いを描いている。

### コンスタンティヌスの寄進状

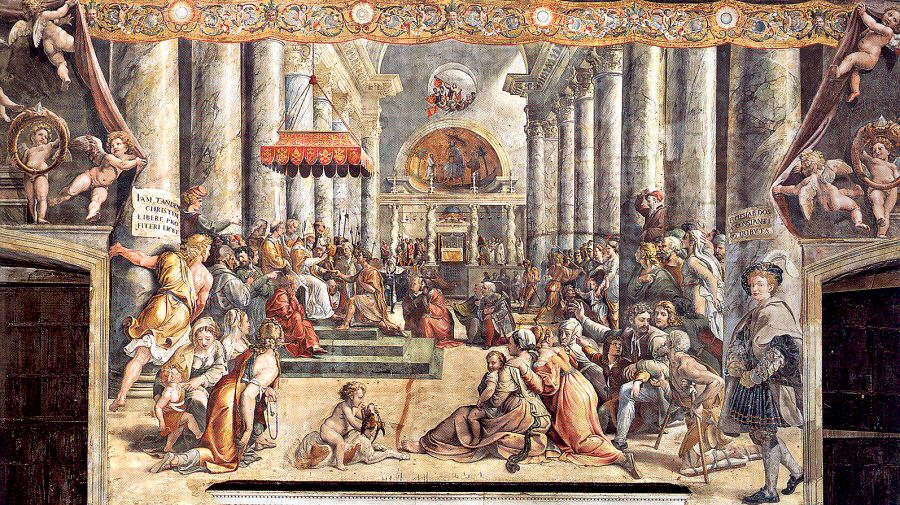
The Donation of Constantine

「コンスタンティヌスの寄進状」では、コンスタンティヌス帝がローマ教皇に領地を寄進する旨を記したとする同名の偽書の内容を描いている。

### コンスタンティヌス帝の洗礼

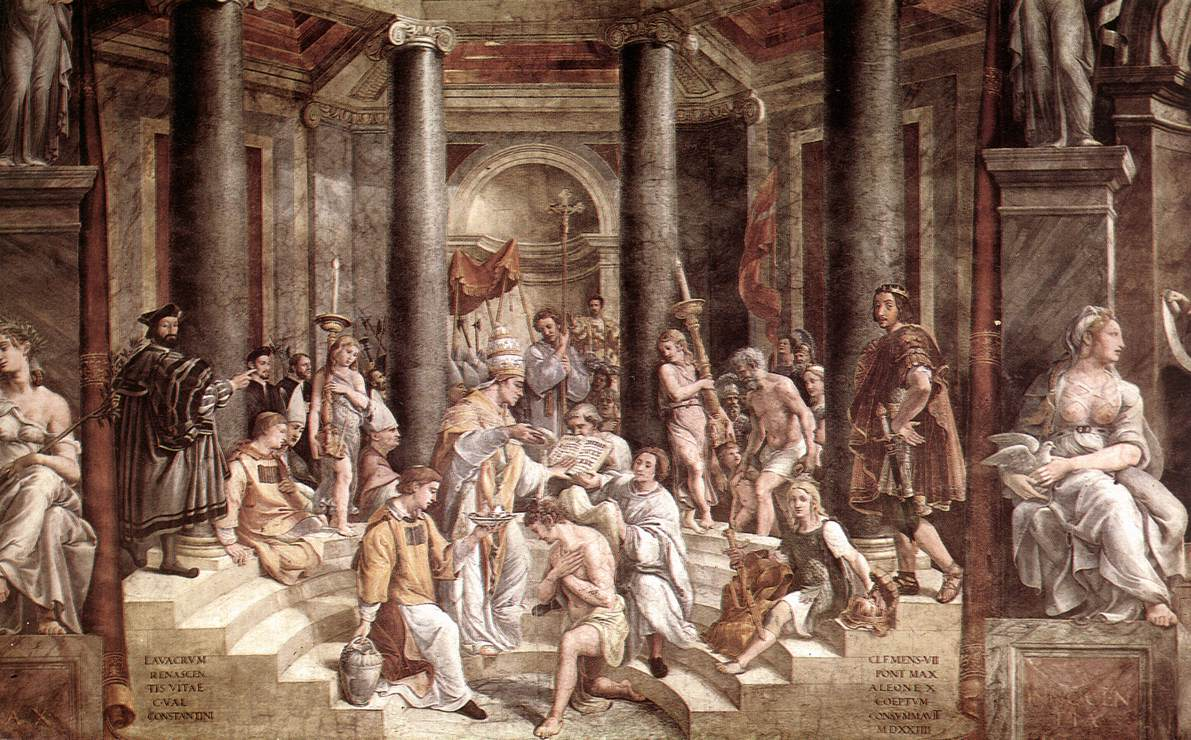
The Baptism of Constantine

コンスタンティヌスの間の最後の絵は「コンスタンティヌス帝の洗礼」であり、死の床に伏すコンスタンティヌス帝を描いており、ペンニによって塗装されている。

## ヘリオドロスの間
コンスタンティヌスの間から西へ進むと、ヘリオドロスの間である。この部屋の絵画は1511年から1514年にかけて描かれた。部屋の名前は、その絵画の一つから取られている。この部屋は当時は公開されてはおらず、謁見の間であったと考えられているが、神またはキリストが教会に与えた保護を主題としている。この部屋には4つの絵画がある。「神殿から追放されるヘリオドロス」と「ボルセーナのミサ」では、ラファエロは依頼主であるユリウス2世（パトロン、資金提供者でもある）を絵の題材への関与ある者、もしくは見守る者として描いている。ユリウス2世の死後に描かれた「大教皇レオとアッティラの会談」では、それがユリウス2世の後を継いだレオ10世になっている。
この部屋の絵画は「署名の間」のものよりも後に描かれており、ラファエロのスタイルの変化を見てとることができる。教皇の図書室に合わせた動きの少ない静かな印象と比較すると、劇の要素を含んだ物語的な肖像画と、フレスコ画の表現力を最大に活かす工夫が見い出される。絵画中に描かれている対象物をより少なく、そしてより大きくすることで、そのものの持つ動きや感情の印象を、強く直接的に与える。また劇場のライティングと同様の効果を取り入れることで、対象物を際立たせ、その緊張感を高めている。

### 神殿から追放されるヘリオドロス

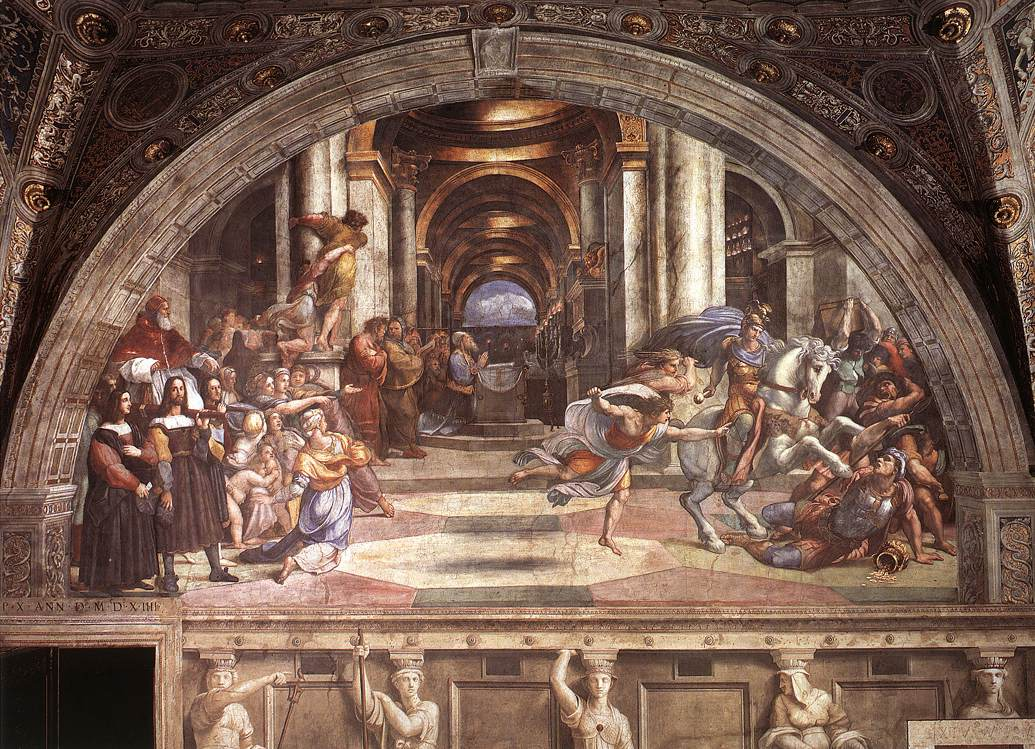
ラファエロ『神殿から追放されるヘリオドロス』 1511-1512年

「神殿から追放されるヘリオドロス」では、ラファエロは『マカバイ記』IIの第三章21節〜28節によるヘリオドロスの物語を描いている。これによると、ヘリオドロスは財宝を奪うためにエルサレム神殿に向けて送り出されたが、僧侶たちの祈りに天使が答えて、ヘリオドロスたちを打ち負かし、神殿から追い返した。ここに描かれている絵画は、ラファエロがこれ以前に署名の間で制作した絵画に比べて、劇的な要素が強調されている。絵画の主題は僧侶の祈り、ヘリオドロス、ヘリオドロスを追放する天使で、いずれも静止しているが、天使たちは画面の外に向かって威嚇するように描かれている。ユリウス2世の左側に、イスに座っている目撃者たちを支えるスイス衛兵が描かれている。これは、教皇領を奪おうとする教区の世俗指導者を牽制するスイス衛兵の戦いを象徴している。

### ボルセーナのミサ

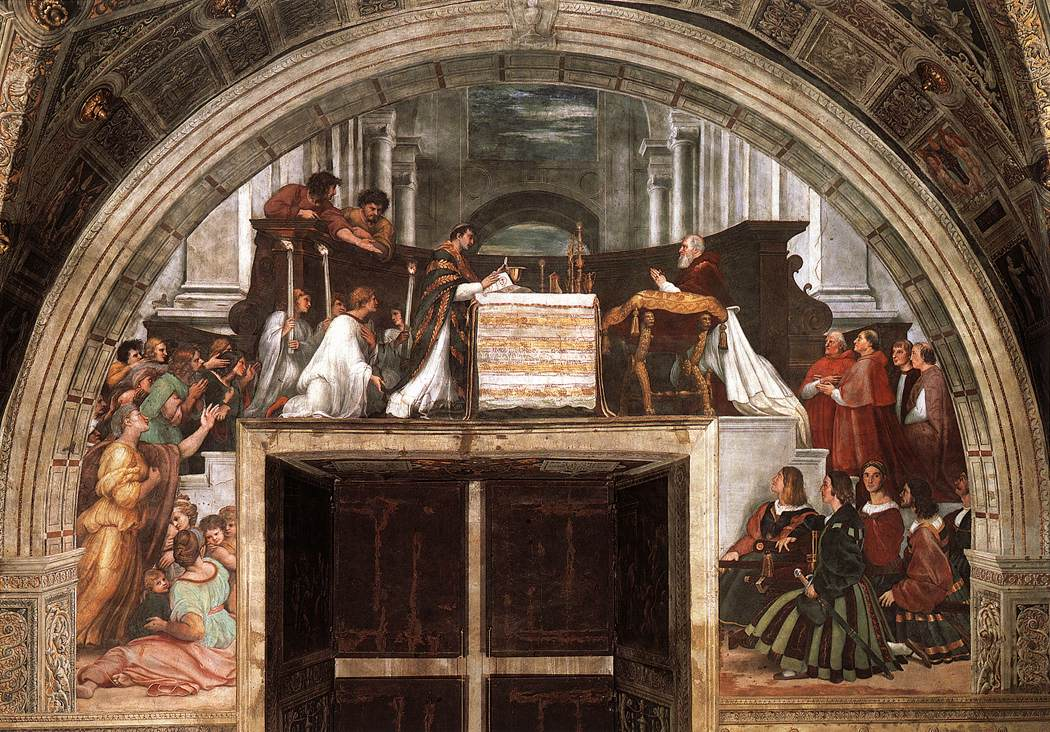
ラファエロ『ボルセーナのミサ』 1512年

「ボルセーナのミサ」は、1263年に聖変化の教義に疑いを持っていたボヘミアの僧侶が、ローマ近くのボルセーナでミサを行っていた際、パンから血液が流れ出たという逸話を描いたものである。パンが載っていたテーブルクロスは、聖宝としてオルヴィエート近くに保存された。ユリウス2世は1506年にそこを訪れ、聖宝に祈りを捧げた。絵画中で、ユリウス2世はミサに参列してこの奇跡を目撃する者として描かれている。ユリウス2世は祭壇の左に跪いており、その後ろにローマ教皇庁の役人が立っているのが描かれている。ラファエロはユリウス2世を、奇跡に対して静かに祈りを捧げる姿で描いており、13世紀に目撃したであろう世俗の人々とは位が違うことを表している。

### 大教皇レオとアッティラの会談

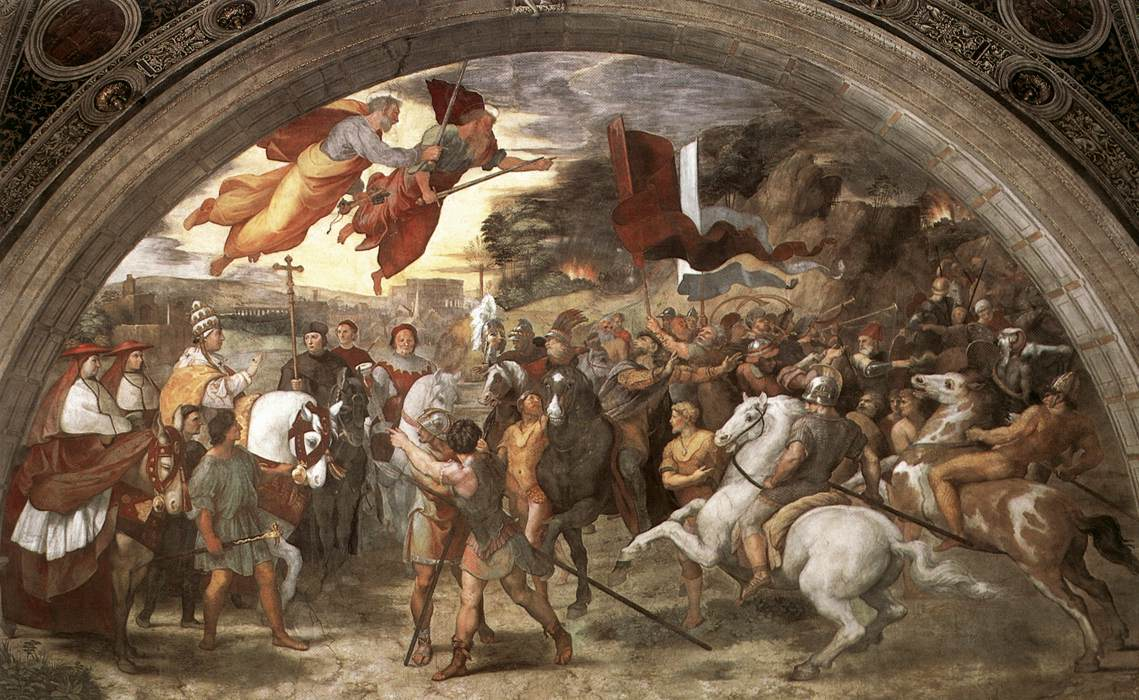
The Meeting of Leo the Great and Attila, 1514

「大教皇レオとアッティラの会談」は、レオ1世とフン族の王アッティラの停戦交渉を描いている。また聖ペテロと聖パウロも上空に剣を持った姿で描かれている。ラファエロによる原案では、ユリウス2世の姿でレオ1世を背景中に描こうとしていたことが分かっている。しかしユリウス2世が死去した後、後を継いだ教皇は名前にレオを選び、ラファエロに対してレオ1世を中央に、自分の姿を使って描くよう指示したのではないかと考えられている。

### 聖ペテロの解放

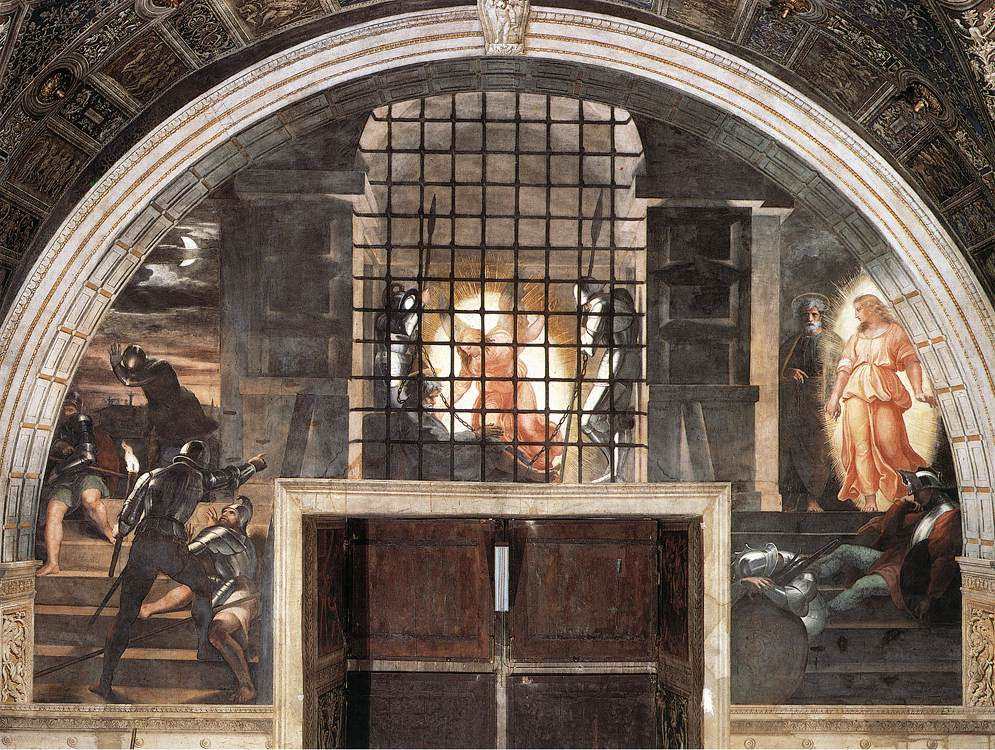
ラファエロ『聖ペテロの解放』 1514年

「聖ペテロの解放」には、『使徒行伝』第12章に述べられている、ペテロの釈放がどのように行われたのかを示す3つの逸話が描かれている。この絵画は、キリストの代理者として、人間としての制約から解き放たれているローマ教皇の力を示すものである。ユリウス2世はかつては枢機卿としてローマのサン・ピエトロ・イン・ヴィンコリ教会 (San Pietro in Vincoli) に所属しており、その後に教皇になった。そのため絵画は一般的な意味として制度としてのローマ教皇を表し、同時に狭義にはユリウス2世を表している。このフレスコ画では月の明かり、松明の明かり、天使の後光など明かりの表現が特徴である。特に天使の後光が印象的に描かれている。

## 署名の間
「署名の間」はラファエロが最初に手がけた部屋である。この部屋はユリウス2世の書庫であり、学習に供された部屋であった。もともとはここに使徒座署名院最高裁判所 (en) が置かれていたことから、その名がある。キリスト教とそれ以前の精霊の調和、および教皇の蔵書のテーマである神学、哲学、法学、詩作の調和を表現したトンド (en) として制作されており、ルネット（壁と円天井が接する部分にある半円形の部分、en）の上に描かれている。この部屋の絵画の題材は、世俗的および霊的な知恵と、ルネサンス人文主義がともに認めるキリスト教とギリシャ哲学の調和である。この部屋で教会会議が行われ、また重要書類への教皇の署名が行われたことから、知恵と調和はもっとも適切な主題と言える。

### 聖体の論議

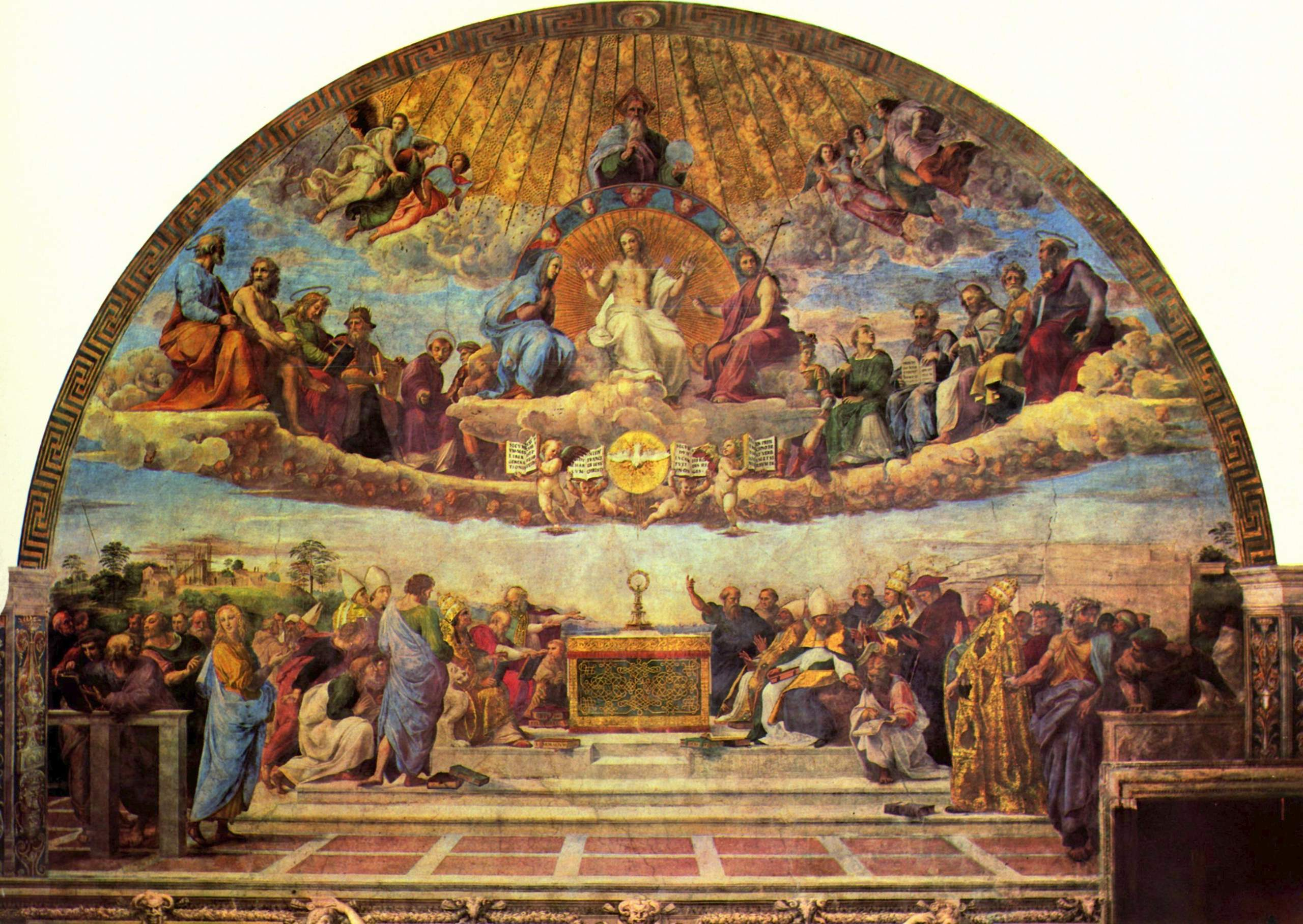
ラファエロ『聖体の論議』

ラファエロが1508年または1509年、最初に描いたのは「聖体の論議」である。この名前は、秘跡に対する祈りのことを示す、古い呼び方である。絵画中では地上と天上の両方に広がる存在として教会が表現されている。

### アテナイの学堂

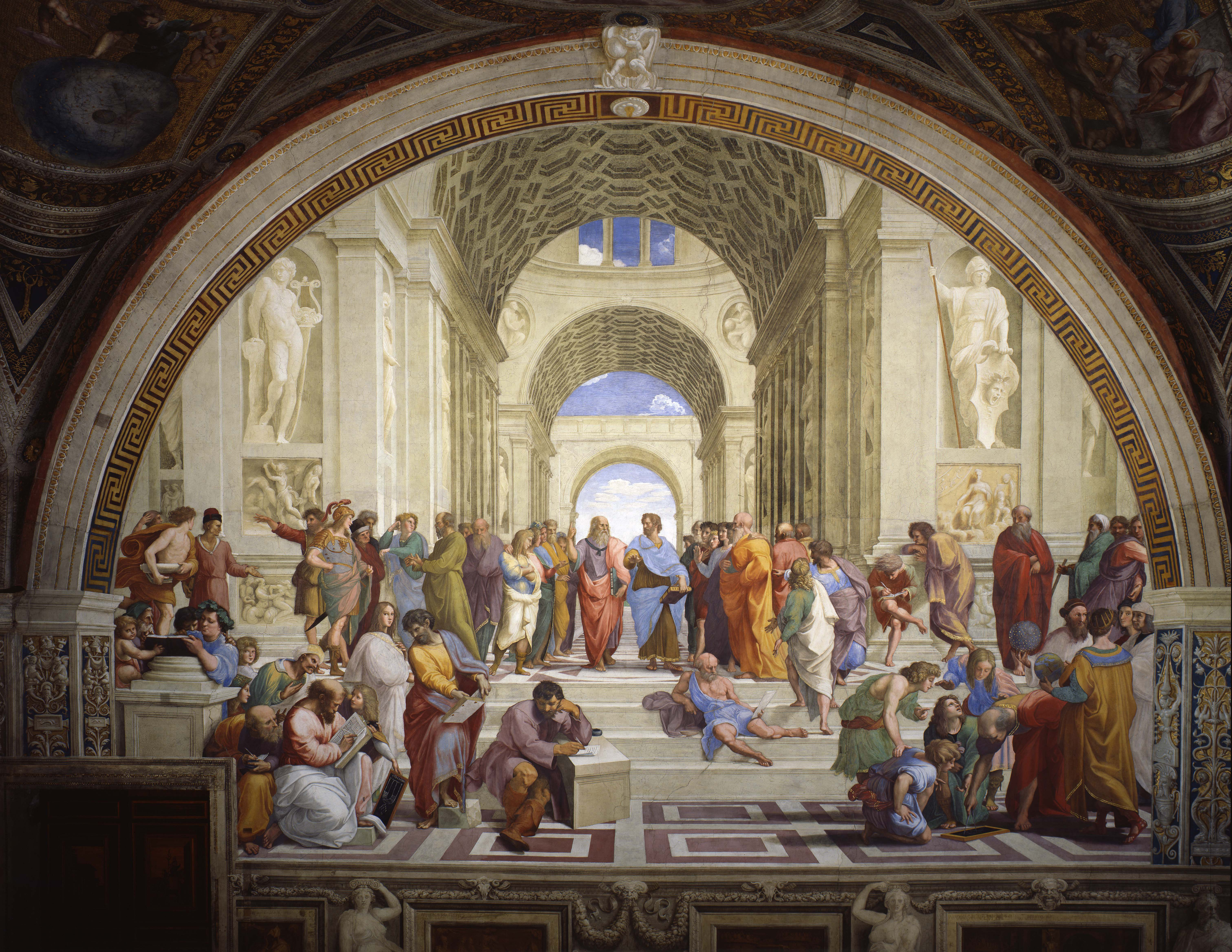
ラファエロ『アテナイの学堂』

1509年の終わりに、ラファエロは「聖体の論議」の向かい側の壁に次の絵を描き始めた。これは「アテナイの学堂」と名付けられ、この部屋の隣のユリウス2世の書庫が、学問の部屋としての位置づけを持っていたことから、哲学的な理性によって真実を探ることが主題となっている。ラファエロの作品中、もっとも広く知られているものであろう。

### パルナッソス

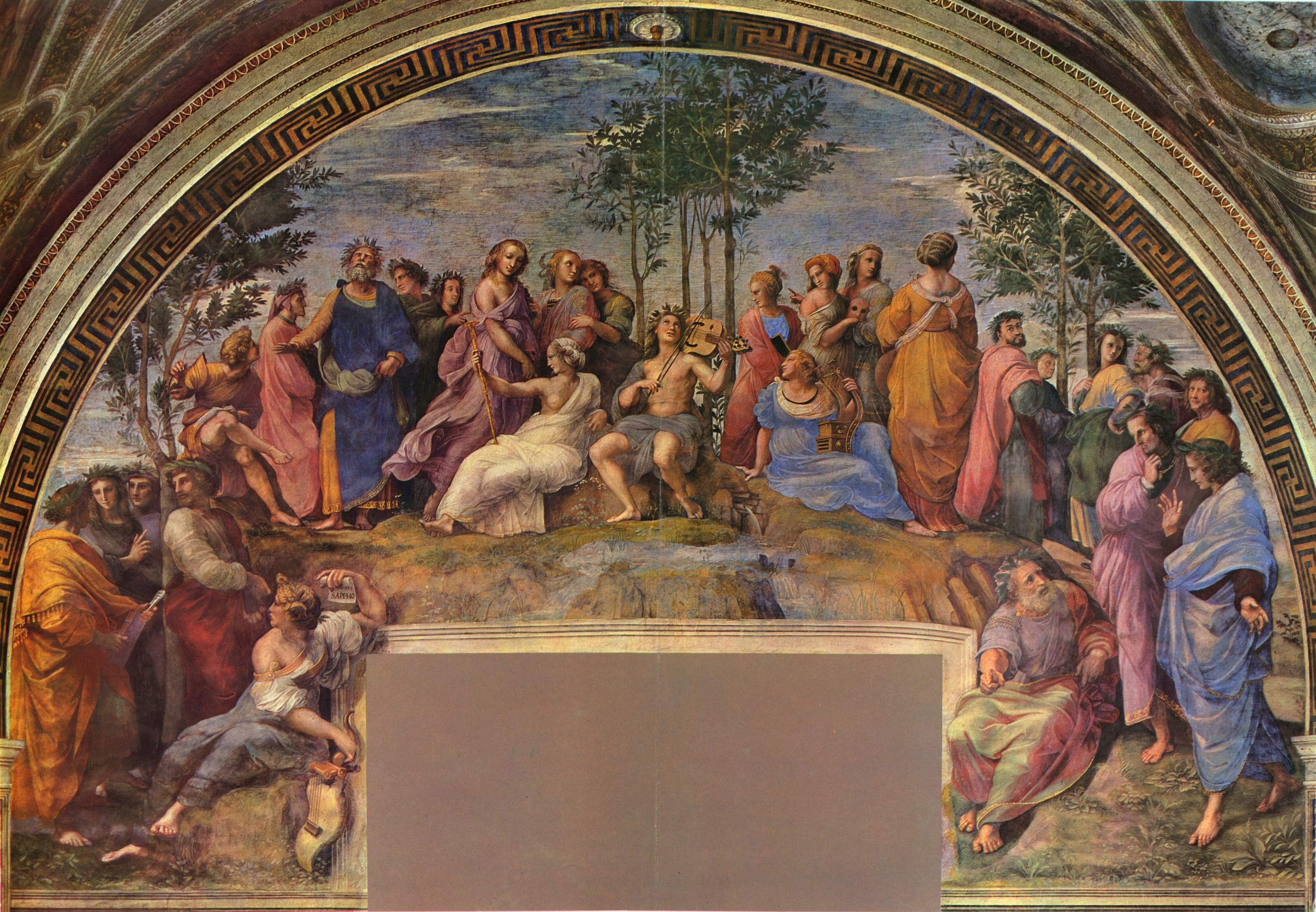
ラファエロ『パルナッソス』

ラファエロは1509年の終わりから1510年の初めあたりに、3つ目の絵画の制作を始めた。これが「パルナッソス」で、ギリシャ神話ではアポローンとミューズたちが住み詩作が祭られている場所である、とされている。この絵画では、アポローンとミューズの周囲に、当時の詩人が多く描かれている。

### 枢要徳

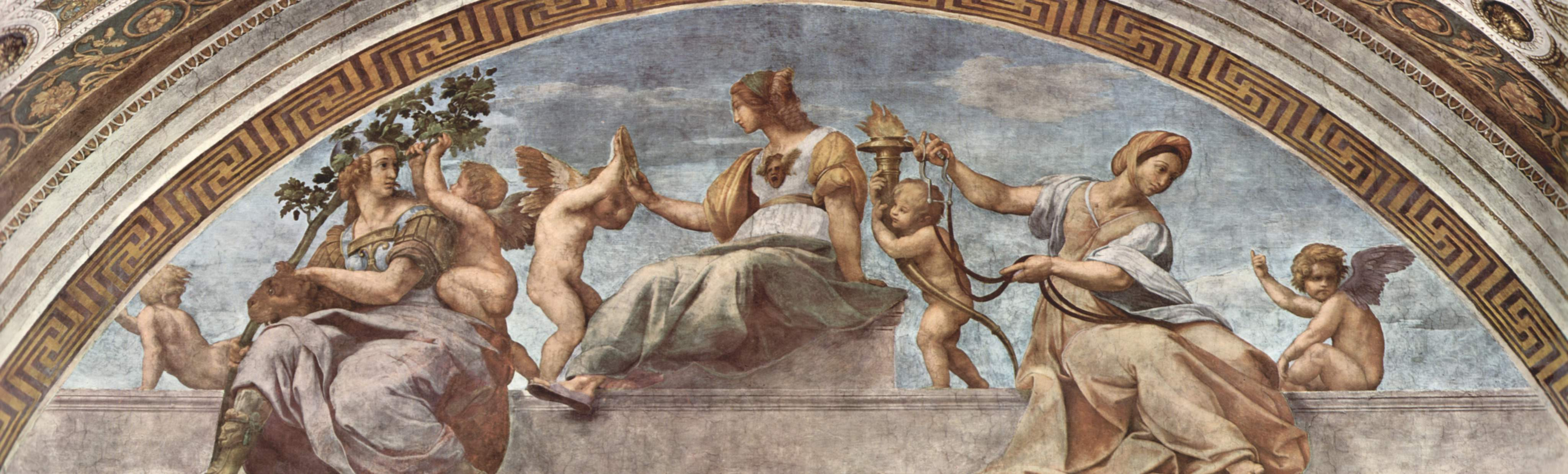
Raphael, The Cardinal Virtues

この部屋の4つ目の壁には、ラファエロの工房の弟子たちによる2つの絵があり、その上のルネットに「枢要徳」と題された1511年にラファエロが制作した絵画がある。「枢要徳」という題名は（もっとも重要な徳目である）忍耐（あるいは勇気）、慎重さ、自制を表しており、それぞれ3人の女性によって象徴的に表現されている。

## ボルゴの火災の間
この部屋は、この部屋に飾られている絵画「ボルゴの火災」に因んで呼ばれている。この絵画は、バチカン近くのボルゴ (en) で発生した大規模な火事を、教皇レオ4世が十字を切って静めたという奇跡を描いている。この部屋は、ユリウス2世の後を継いだレオ10世が音楽に興ずる間とされた。この部屋の絵画の題材はレオ3世とレオ4世の生涯から取られており、「ボルゴの火災」の他に「レオ3世の宣誓」、「レオ3世のカール大帝への授冠」、「オスティアの戦い」がある。「ボルゴの火災」はラファエロが構図を完成させてはいたが、弟子たちがフレスコ画として完成させた。他の3つの絵画にはラファエロの関与はなく、弟子によって描かれた。

### レオ3世の宣誓
西暦800年12月23日、教皇レオ3世は、彼の前の教皇であるハドリアヌス1世の甥らにより、レオ3世にかけられた嫌疑に対して無実を宣誓した。これを描いた絵画（題名は英語で表すと The Oath of Sir Leo III）である。

### レオ3世のカール大帝への授冠

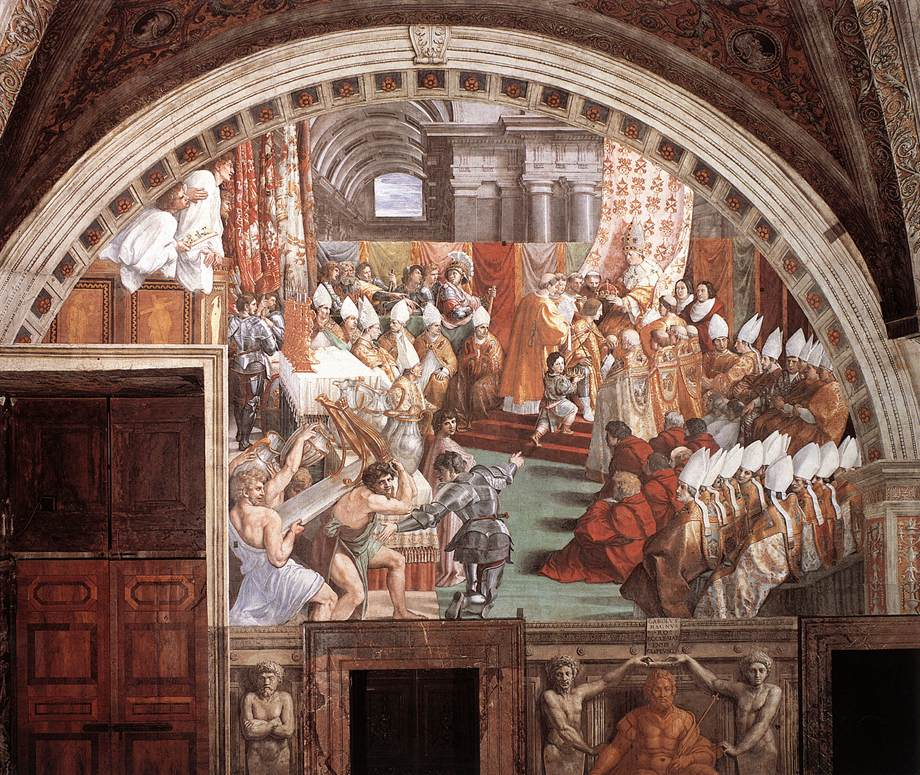
The Coronation of Charlemagne

西暦800年のクリスマスに行われたミサの最中に突然行われた、レオ3世によるカール大帝への授冠の情景を描いた絵画。

### ボルゴの火災

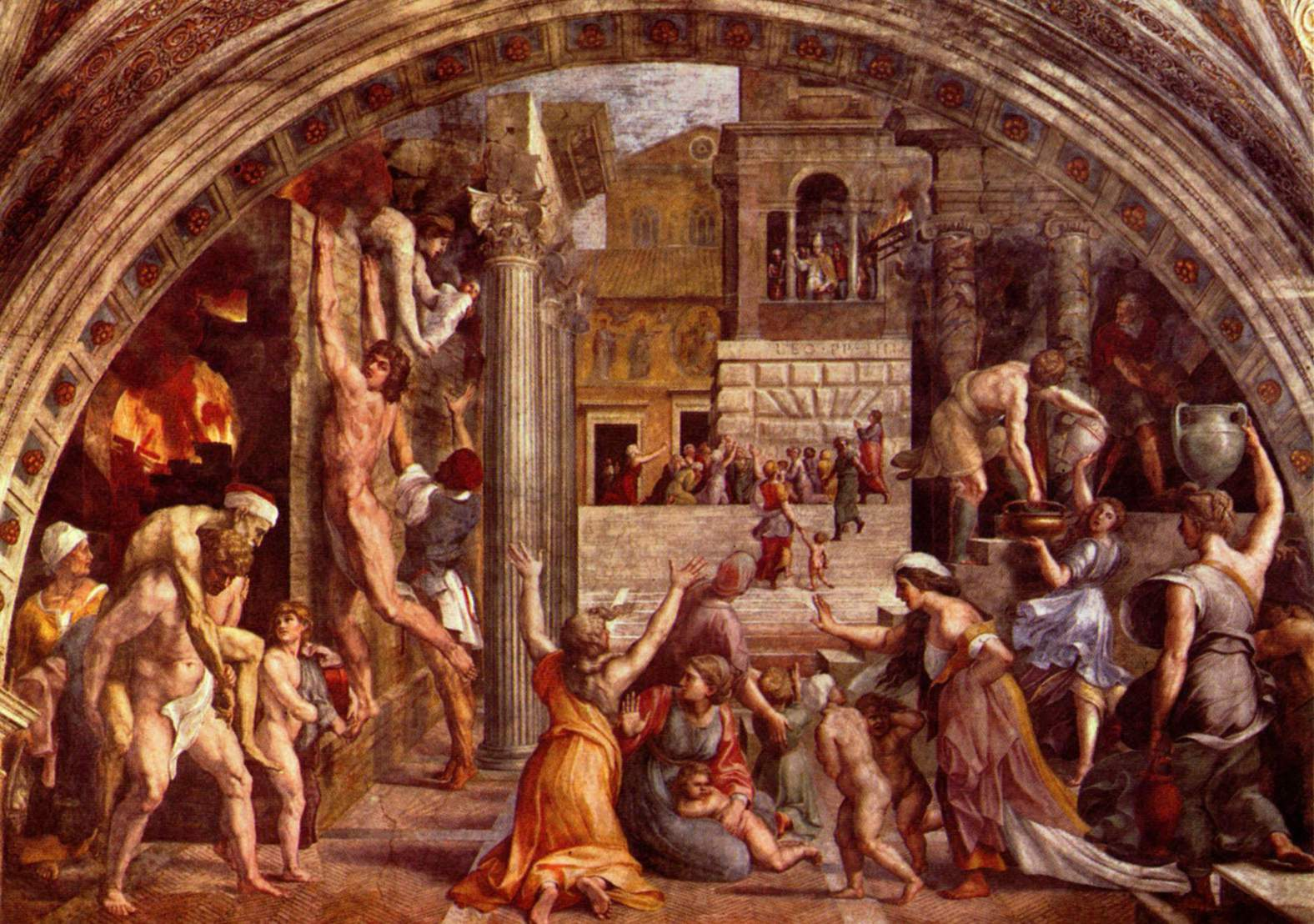
『ボルゴの火災』

「ボルゴの火災」は「教皇の書 (羅: Liber Pontificalis)」に記されているレオ4世による奇跡を描いた絵画である。カトリック教会によると、847年にローマの一地方であるボルゴで起こった火災を、レオ4世が祝福 (benediction) により鎮火したとされている。

### オスティアの戦い

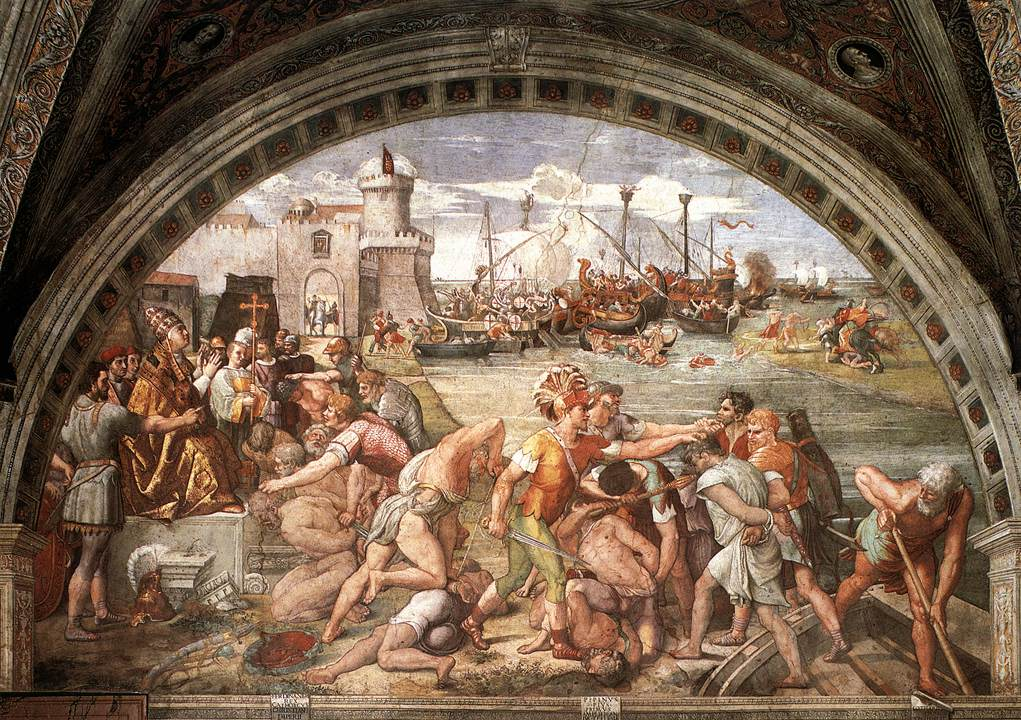
The Battle of Ostia

849年にオスティアでの海戦で、レオ4世がサラセン人を打ち破ったこと（オスティアの海戦）を描いた絵画。